# Alexander Roos
Mauritz Alexander Roos-Rosén, född 8 juni 1895 i Övergrans socken, Uppsala län, död 4 maj 1973, var en svensk målare.
Han var son till mjölnaren Mauritz Roos och Alma Andersson och från 1918 gift med Olga Zetterberg. Han utbildade sig först till yrkesmålare och kom i kontakt med konstnärena kring Smedsudden (Smedsuddskolonin), vilket ledde in honom på konstnärsbanan. Han studerade vidare privat, samt vid studieresor till bland annat Frankrike, Italien och Tyskland. Sitt gamla yrke övergav han dock först 1925. Innan dess har hade han arbetat som dekorationsmålare i kyrkor och dessutom hunnit med två separatutställningar (1919 och 1929). Utställningarna vittnade om att Roos hörde hemma bland konstnärena i den första naivistgenerationen det vill säga Linnqvist, Hallström och Börje. Han skildrar liksom de andra Stockholms utkanter och förstadssamhällen som Gröndal, Hagalund och Sundbyberg, Alexander Roos ger sina samhällen mera ton av idyller och brukar ibland benämnas som stockholmsskildrarnas ärkeromantiker (F. Holmér). Lite typiskt för Roos är även att han ofta negligerade den topografiska sanningen och var betydligt djärvare än de andra naivisterna.
Under 1940- och 1950-talet hämtar han sina motiv från Roslagen och hans färgstämningar blir nu rikare och hans färg även fick en rikare klangverkan. Alexander har tyvärr blivit lite orättvist bortglömd, hans tidiga 20-talsmåleri är väl så bra som de övriga naivisternas.
Alexander Roos är representerad vid Stockholms stadsmuseum, Östergötlands museum, Västerås konstmuseum och Eskilstuna konstmuseum.